# نایجل لونویک
نایجل لونویک (انگلیسی: Nigel Lonwijk؛ زادهٔ ۲۷ اکتبر ۲۰۰۲) بازیکن فوتبال اهل پادشاهی هلند است.
وی همچنین در تیم ملی فوتبال زیر ۱۶ سال هلند بازی کرده‌است.